# Martin Rodbell
Martin Rodbell (Baltimore, EUA 1925 - Chapel Hill 1998) fou un bioquímic estatunidenc guardonat amb el Premi Nobel de Medicina o Fisiologia l'any 1994.

## Biografia
Va néixer l'1 de desembre de 1925 a la ciutat de Baltimore, població situada a l'estat nord-americà de Maryland. Va iniciar l'any 1943 els estudis de biologia a la Universitat Johns Hopkins, estudis que hagué d'interrompre per la Segona Guerra Mundial, en la qual participà com operador de ràdio de l'armada dels Estats Units. Finalment aconseguí graduar-se l'any 1949. El 1954 realitzà el doctorat de bioquímica a la Universitat de Washington, ampliant posteriorment els seus estudis a la Universitat d'Illinois. El 1956 entrà a treballar per l'Institut Nacional de la Salut de Betheseda, esdevenint l'any 1985 director de l'Institut Nacional de Ciència i Salut Ambiental del Research Triangle Park de Chapel Hill, població de Carolina del Nord on morí el 7 de desembre de 1998.

## Recerca científica
Inicià els seus estudis, a partir de l'estudi del fetge d'una rata, de l'hormona glucagó, el discriminador cel·lular que rep senyals exteriors. Rodbell va descobrir que el trifosfat d'adenosina (ATP) podria invertir l'acció obligatòria del glucagó al receptor de la cèl·lula i dissociar així aquesta hormona de la cèl·lula en conjunt, observant que els rastres de trifosfat de guanosina (GTP) podrien invertir el procés obligatori gairebé mil vegades més ràpidament que no pas l'ATP i va deduir que era probablement un factor biològic actiu en la dissociació del glucagó del receptor de la cèl·lula, i que havia estat present com a impuresa en els seus experiments anteriors amb l'ATP. Així mateix va observar com el trifosfat de guanosina estimulava l'activitat en la proteïna del nucleòtid de la guanina, anomenat posteriorment proteïna G, i que alternadament produeix efectes metabòlics profunds en la cèl·lula.
L'any 1994 li fou concedit, conjuntament amb Alfred Goodman Gilman, el Premi Nobel de Medicina o Fisiologia pels seus treballs sobre la proteïna G i la seva missió en la comunicació cel·lular.